# Yıldırım Memişoğlu
Yıldırım Memişoğlu (* 1. Februar 1964 in Istanbul) ist ein türkischer Schauspieler.

## Biografie
Yıldırım Memişoğlu wurde am 1. Februar 1964 in Istanbul geboren. Seine Familie stammt aus Of. Sein Debüt gab er 2006 in dem Film Hayatimin Kadinısın. Anschließend bekam er 2007 in Kutsal Damacana die Hauptrolle. 2009 trat er in No Ofsayt auf. 
Außerdem wurde Memişoğlu für den Film Kutsal Damacana 2: Itmen gecastet. 2013 spielte er in der Fernsehserie Tal der Wölfe – Hinterhalt mit. Unter anderem setzte er 2019 seine Karriere in Hep Yek 3 fort. Seine nächste Hauptrolle bekam er 2022 in Kutsal Damacana 4.

## Filmografie
Filme
- 2006: Hayatımın Kadınısın
- 2007: Kutsal Damacana
- 2009: No Ofsayt
- 2010: Kutsal Damacana 2
- 2011: Günah Keçisi
- 2014: Vay Başıma Gelenler! 2 Buçuk
- 2019: Hep Yek 3
- 2021: Hep Yek 4
- 2022: Kutsal Damacana 4

Serien
- 2013: Tal der Wölfe – Hinterhalt
- 2014: Kertenkele
- 2016: Kertenkele Yeniden Doğuş